# Каррион, Бенхамин
Мануэль Бенхамин Каррион Мора (исп. Benjamín Carrión; 20 апреля 1898, Лоха — 8 марта 1979, Кито, Эквадор) — эквадорский писатель

, политический, государственный и дипломатический деятель, педагог, литературовед, доктор наук (1922), юрист, председатель Верховного избирательного суда Эквадора.
Один из самых видных писателей Эквадора XX-го века.

## Биография
Изучал право в университете Кито (1925—1931). Один из основателей Федерации студентов университетов Эквадора. После окончания университета в 1922 году преподавал на кафедре социологии в альма матер, затем — в военном колледже. С 1923 года работал прокурором палаты депутатов парламента.
С 1924 года — на дипломатической работе, сперва консулом в Гавре во Франции. Позже назначен советником посольства в Перу (1931—1932), посланником Эквадора в Мексике (1933—1934), послом в Колумбии (1937—1939) и Чили.
Политик-социалист. Был депутатом парламента Эквадора от Эквадорской социалистической партии (1926—1933).
В 1932 году назначен министром народного образования (до 1933 года). Вместе с А. Дьес Кансеко основал газету El Sol.
Видный деятель культуры. В 1939—1949 годах — профессор литературы Центрального государственного университета в Кито. В 1944 году инициировал создание Дома эквадорской культуры — учреждения управления культурой в Республике Эквадор. Был его руководителем в 1961—1967 годах.
Член Верховного избирательного суда Эквадора, вице-президент суда в 1977—1978 годах, президент суда (1978).
Автор художественных романов «Разочарование Мигеля Гарсиа» (1929), «Почему Христос не возвращается» (1963), сборников публицистических и философских эссе «Творцы новой Америки» (1928), «Карта Америки» (1930), «Атауальпа» (1934), «Письма в Эквадор» (1943), «Святая Габриела Мистраль» (1956), трудов по истории литературы страны — «Обзор современной эквадорской поэзии» (1937), «Новая эквадорская проза» (т. 1—2, 1951—1952).

## Избранные публикации
- 1928: Los creadores de la nueva América
- 1931: Mapa de América
- 1934: Atahuallpa
- 1943: Cartas al Ecuador
- 1951: El nuevo relato ecuatoriano
- 1954: San Miguel de Unamuno
- 1956: Santa Gabriela Mistral
- 1960: Nuevas cartas al Ecuador
- 1967: El cuento de la patria
- 1970: Raíz y camino de nuestra cultura

## Награды
- 1968: Премия Бенито Хуареса (Мексика)
- 1975: Первый лауреат высшей национальной премии Эквадора — Премии Эухенио Эспехо